# فرانسوا ستويك
فرانسوا ستويك هو مبارز بالسيف بلجيكي، مثّل بلاده في الألعاب الأولمبية الصيفية 1908.

## روابط خارجية
فرانسوا ستويك على موقع أوليمبيديا (الإنجليزية)